# 専門学校国際理工カレッジ
専門学校国際理工カレッジ（せんもんがっこうこくさいりこうかれっじ、英語：International Technical College）は、千葉県千葉市稲毛区にある専修学校である。略称は「KRC」。

## 概要
当校は、建築やCG、インテリア、IT産業従事者育成を目的とした私立専修学校。略称は「KRC」。学校法人国際理工学園が運営。

### 教育理念
- スペシャリストの育成
- 豊かな人間形成
- 国際感覚の養成

## 沿革

### 略歴
当校は1991年に国際理工専門学校として開校した。2022年に現校名に改名し、現在に至る。

### 年表
- 1991年
  - 3月 - 学校法人国際理工専門学校として認可され、国際理工専門学校が設立される
  - 4月 - 開校
- 1994年3月 - 建築設計科に対し、2級及び木造建築士受験資格（実務経験1年）が認定される
- 1995年8月 - 産能短期大学（2006年に自由が丘産能短期大学に改名）通信教育部併修
- 1996年4月 - 文科省職業教育高度化開発研究指定校となる
- 1997年3月 - 建築設計科に対し、2級及び木造建築士受験資格（実務経験なし）が認定される
- 2000年6月 - 建築設計科に対し、1級建築士受験資格（実務経験4年）が認定される
- 2006年
  - 4月 - シスコシステムズ社認定のCisco Networking Academy 提携校となる
  - 10月 - 情報システム科に対し、基本情報処理試験及び初級システムアドミニストレータ試験の午前試験免除校の認定を受ける
- 2008年4月 - 日本商工会議所 販売士3級一部試験免除校となる
- 2012年4月 - 国際理工情報デザイン専門学校に改名する
- 2014年4月 - 情報システム科、ビジュアルデザイン科（現Web・CGデザイン科）が文部科学大臣より「職業実践専門課程」の認定を受ける
- 2015年
  - 5月 - 学校法人国際理工学園に法人名変更
  - 12月 - 文科省委託事業の幹事校として「ゲーム・CG分野におけるゲームグラフィック系プログラム開発実証」の幹事校に認定される
- 2016年3月 - 建築設計科が文部科学大臣より「職業実践専門課程」認定を受ける
- 2019年2月 - ゲームクリエイター科が文部科学大臣より「職業実践専門課程」認定を受ける
- 2020年5月 - 放送大学情報コースとITスペシャリスト科が業務提携
- 2022年4月 - 専門学校国際理工カレッジに改名する

## 基礎データ

### 所在地
- 千葉市稲毛区穴川3丁目8番11号

### アクセス
千葉駅より千葉都市モノレールに乗り換え、穴川駅で下車し、穴川十字路方向へ徒歩5分。

## 学科
- 高度情報処理科
  - 高度な知識・技術、上位資格を取得したITエンジニアを養成するための学科。IT業界で必要とされる人材の育成を目指す。
- 情報システム科
  - プログラミングやシステム開発の基礎から、最先端のネットワークまで、社会の即戦力になれる知識と技術を学ぶ。
- 情報ネットワーク科
- Web・CGデザイン科
  - デザインの基本から実践的な知識までを幅広く学ぶ。マルチメディアのクリエイターを目指す。
- ゲームクリエイター科
  - ゲーム業界で活躍できる人材を育成する学科。専門知識を3年間学びゲーム業界への就職を目指す。
- 建築設計科
  - 建築についての基本から実践的な知識までを幅広く学び、21世紀の建築士を目指す。
- 建築士専攻科（別科）
  - 最年少20才での二級建築士合格を目指す学科。試験合格に特化した授業がされている。

## 部活動
- 野球部
- サッカー部
- バスケットボール部
- 硬式テニス部
- バドミントン部
- バンド部
- 美術部
- 歌唱部

　その他同好会、広報部など

## マレーシアミニ留学制度
同校の最大のイベント。1年時に各科の希望者がマレーシアへ留学する。
現地では主に、クアラルンプール郊外にあるコンドミニアムでの共同生活。現地人との交流。ホームステイなど、コミュニケーション力などの人間力の向上。異文化・宗教の違いを学ぶことを目的に活動。
なお、滞在するコンドミニアムの近くには、「国際理工専門学校マレーシア校」があり、英会話レッスンやパソコン演習などを学習する。周辺には、雑貨屋、飲食店、診療所などがあり、生活は比較的快適である。学習時間以外は、ショッピングや娯楽を楽しむことができ、コンドミニアムの前にはバス停もあり、市街地へのアクセスも良い。

## 公式サイト
- 専門学校国際理工カレッジ